# Lassie (film 1994)
Lassie è un film del 1994 diretto da Daniel Petrie che ha come protagonista la cagna collie Lassie.